# دوان ويت
دوان ويت (بالإنجليزية: DeJuan Wheat)‏ مواليد 14 أكتوبر 1973 في لويفيل، هو لاعب كرة سلة أمريكي سابق. بدأ مسيرته الاحترافية في سنة 1997. تم اختياره من قبل فريق لوس أنجلوس ليكرز خلال الدرافت. يبلغ طوله 5 قدم 11 بوصة (1.8 م). اعتزل اللعب في 2010.

## روابط خارجية
- دوان ويت على موقع إن بي أي (الإنجليزية)
- دوان ويت على موقع سبورتس رفرنس (الإنجليزية)
- دوان ويت على موقع كرة السلة الأوروبية.كوم (الإنجليزية)
- دوان ويت على موقع كلية كرة السلة في سبورتس رفرنس.كوم (الإنجليزية)
- دوان ويت على موقع ريلجم (الإنجليزية)
- دوان ويت على موقع بروبوليرز (الإنجليزية)